# Michael Trübner
Michael Trübner (...) è un ex bobbista tedesco.

## Biografia
Viene ricordato come vincitore di una medaglia d'oro nella sua disciplina, vittoria avvenuta ai campionati mondiali del 1981 (edizione tenutasi a Cortina d'Ampezzo, Italia) insieme ai suoi connazionali Bernhard Germeshausen, Hans-Jürgen Gerhardt e Henry Gerlach
Nell'edizione l'argento e il bronzo andarono alle nazionali svizzere.